# Tetralonia fraterna
Tetralonia fraterna är en biart som beskrevs av Heinrich Friese 1911. Tetralonia fraterna ingår i släktet Tetralonia och familjen långtungebin. Inga underarter finns listade i Catalogue of Life.